# Igor Umek
Igor Umek, slovenski gospodarstvenik in politik, * 19. januar 1956.
Med 25. januarjem 1993 in 27. februarjem 1997 je bil minister za promet in zveze Republike Slovenije.